# جوسيف بيكون
جوسيف بيكون (بالألمانية: Josef Bacon)‏ (و. 1857 – 1941 م) هو طبيب نمساوي مجري، ولد في سيغيشوارا، توفي في سيغيشوارا، عن عمر يناهز 84 عاماً.